# 李海欣高地
李海欣高地，曾称142高地。是越南社会主义共和国河江省境内的一座高地。在1887年中法两国签订《续议界务专条》中划归法属印度支那，中华人民共和国也从未宣称对该高地拥有主权，但在两山轮战期间曾被中国人民解放军长期占领。1990年2月15日，13集团军根据中央军委指示将防线收缩回1887年中越《续议界务专条》中的中方领土内，放弃的阵地包括李海欣高地全部予以摧毁并且埋设大量爆炸物，高地于1993年中越陆地边境协议签订后重新划归越南。
它的名字来源于中国人民解放军烈士李海欣。